# أندرياس فولف (لاعب كرة قدم)
أندرياس فولف (بالألمانية: Andreas Wolf)‏ (مواليد 12 يونيو 1982 في خجند - الاتحاد السوفييتي) لاعب كرة قدم ألماني يلعب حاليا لصالح نادي الدرجة الأولى فيردر بريمين الألماني منذ 2011 في مركز الظهير الأيمن كما يجيد اللعب في مركز قلب الدفاع .

## روابط خارجية
- أندرياس فولف على موقع قاعدة بيانات كرة القدم.إي يو (الإنجليزية)
- أندرياس فولف على موقع بيانات كرة القدم. دي إي (الألمانية)
- أندرياس فولف على موقع Soccerway.com (الإنجليزية)
- أندرياس فولف على موقع عالم كرة القدم.نت (الإنجليزية)
- أندرياس فولف على موقع كووورة
- أندرياس فولف على موقع AS.com (الإسبانية)